# 倍比定律
在化學上，倍比定律(Law of multiple proportions)和定比定律同為化學計量學的基本定律。倍比定律是由英國化學家约翰·道尔顿（John Dalton)所提出，為紀念約翰 道爾頓，故又名為道爾頓定律。
倍比定律內容：若兩元素可以生成兩種或以上的化合物時，在這些化合物中，一元素的質量固定，則另一元素的質量呈簡單整數比。
此定律說明了同一元素在不同的結合形式有兩種以上的化合量。舉例而言：一氧化碳（CO）和二氧化碳（CO2）同是碳的氧化物。100克的碳和133克的氧反應以生成一氧化碳，和266克氧反應以生成二氧化碳。因此，可以和100克碳反應生成此二種碳氧化物的氧，其質量比是1:2（133:266），為簡單整數比。
道爾頓於1803年首次提出他觀察到的這個現象。在此之前幾年，法國化學家普勞斯特先提出了定比定律(Law of definite proportions)，指出元素由一定比例構成特定化合物，即無論化合物如何製得，其組成元素間之質量比恆為定值。道尔顿以此為基礎提出倍比定律。這對於他之後提出的原子論有深遠的影響，並且奠定了後世使用化學式的基礎。
其實在化學史上，倍比定律的應用範圍極廣。

## 缘起與案例
1804 年，道尔顿向他的朋友兼音樂家托马斯·汤姆森 (Thomas Thomson) 解释了他的原子理论，托马斯·汤姆森 (Thomas Thomson) 于 1807 年在他的著作《化学体系》中发表了对道尔顿理论的解释。
根据汤姆森的说法，道尔顿的想法是在他实验“烯烃气体”时首次出现的。 ”（乙烯）和“碳化氢气”（甲烷）。 道尔顿发现“碳化氢气”每单位碳的氢含量是“烯烃气体”的两倍，并得出结论，一分子“烯烃气体”由一个碳原子和一个氢原子组成，一分子“碳化氢气” “ 是一个碳原子和两个氢原子。 
实际上，乙烯分子有两个碳原子和四个氢原子（C2H4），甲烷分子有一个碳原子和四个氢原子（CH4）。 在这种特殊情况下，道尔顿错误地理解了这些化合物的分子式，而且这并不是他唯一的错误。 但在其他情况下，他的公式是正确的。 以下例子来自道尔顿自己的著作《化学哲学新体系》（分两卷，1808 年和 1817 年）：
示例 1 — 氧化锡：
道尔顿确定了两种类型的氧化锡。 
一种是灰色粉末，道尔顿称之为“锡的原氧化物（一氧化锡）”，其中含有 88.1% 的锡和 11.9% 的氧。 另一种是白色粉末，道尔顿称之为“锡的二氧化物（二氧化锡）”，其中含有78.7%的锡和21.3%的氧。 
调整这些数字，在灰色粉末中，每100克“锡的原氧化物（一氧化锡）”约含有13.5克氧，在白色粉末中，每100克“锡的二氧化物（二氧化锡）”约含有27克氧。 13.5和27形成1:2的比例。
这些化合物现在被称为氧化锡(II) (SnO) 和氧化锡(IV) (SnO2)。 
在道尔顿的术语中，“原氧化物”是含有单个氧原子的分子，而“脱氧化物”分子则有两个氧原子。
氧化锡实际上是晶体，它们不以分子形式存在。
示例 2 — 铁氧化物：
道尔顿鉴定了两种铁的氧化物。 有一种氧化铁是一种黑色粉末，道尔顿将其称为“铁的氧化原”，其中含有 78.1% 的铁和 21.9% 的氧。 另一种氧化铁是红色粉末，道尔顿将其称为“铁的中间体或红色氧化物”，其中含有 70.4% 的铁和 29.6% 的氧。 调整这些数字，在黑色粉末中，每100克铁约含有28克氧，在红色粉末中，每100克铁约含有42克氧。 28和42形成2:3的比例。 这些化合物是氧化铁(II) (Fe2O2)[a] 和氧化铁(III) (Fe2O3)。道尔顿将“中间氧化物”描述为“2 个原氧化物原子和 1 个氧原子”，加起来就是两个铁原子和三个氧原子。 每个铁原子平均有一个半氧原子，介于“原氧化物”和“氘氧化物”之间。 与氧化锡一样，氧化铁也是晶体。
示例 3 — 氮氧化物：
道尔顿知道三种氮氧化物：“一氧化二氮”、“亚氮气体”和“硝酸”。  这些化合物如今分别被称为一氧化二氮、一氧化氮和二氧化氮。 “一氧化二氮”由63.3%的氮气和36.7%的氧气组成，这意味着每140克氮气含有80克氧气。 “亚氮气体”的成分为44.05%氮气和55.95%氧气，即每140克氮气中含有160克氧气。 
“硝酸”含有29.5%的氮气和70.5%的氧气，这意味着每140克氮气含有320克氧气。 80克、160克、320克的比例为1:2:4。 这些化合物的分子式为 N2O、NO 和 NO2。
道尔顿观察的最早定义出现在 1807 年的化学百科全书中：
当两个物体以不同比例结合在一起时，如果将其中一个物体的数量假定为固定数字，则与其结合的另一个物体的比例彼此之间的比例为最简单的比例，该比例是通过将最低比例乘以 一个简单的整数，如 2、3、4 等。在所有情况下，物体的简单元素都倾向于将原子与原子单独结合在一起； 或者如果其中任何一个过量，则其超出的比率可以用其原子数的某个简单倍数来表示。
道尔顿的原子理论在发表后不久就引起了广泛的兴趣，但并未得到普遍接受，因为倍比定律本身并不能完全证明原子的存在。
在 19 世纪的过程中，化学和物理领域的其他发现使原子理论更加可信，以至于到 19 世纪末它已得到普遍接受。